# Mach meinen Kumpel nicht an!
Mach meinen Kumpel nicht an! – für Gleichbehandlung, gegen Rassismus e.V. ist eine gewerkschaftliche Initiative gegen Rassismus und Rechtsextremismus. Der 1986 gegründete Verein ist laut DGB eine der ältesten antirassistischen Organisationen in Deutschland. Er wird oft als „Kumpelverein“ oder „Gelbe Hand“ bezeichnet. Sein Logo, „die gelbe Hand“, ist das gewerkschaftliche Symbol gegen Rassismus und Rechtsextremismus in Deutschland. Vorbild und Partner ist die französische Initiative SOS Racisme.

## Mitglieder und Finanzierung
Stimmberechtigte Mitglieder des Vereins sind 15 Vertreter des DGB, der DGB-Mitgliedsgewerkschaften und der gewerkschaftlichen Organisationen. Neue ordentliche Mitglieder werden nur durch Beschluss der Mitgliederversammlung aufgenommen. Darüber hinaus hatte der Verein im März 2020 rund 2000 Fördermitglieder. Dazu zählen
- Frank Bsirske
- Jörg Hofmann
- Zülfiye Kaykin
- Alexander Kirchner
- Karl-Josef Laumann
- Bodo Ramelow
- Verena Schäfer
- Guntram Schneider
- Angelica Schwall-Düren
- Manuela Schwesig
- Michael Sommer
- Michael Vassiliadis
- Klaus Wiesehügel

Der Verein ist der Initiative Transparente Zivilgesellschaft beigetreten.

## Ziel
Der Verein hat das Ziel, die Bevölkerung über Rassismus und Rechtsextremismus aufzuklären und Maßnahmen gegen Rassismus, Rechtsextremismus sowie für Gleichbehandlung in der Arbeitswelt (§2 der Vereinssatzung) durchzuführen.

## Geschichte
Der Verein entstand als Antwort der Gewerkschaften auf den zunehmenden Rassismus und die Fremdenfeindlichkeit in der Bundesrepublik der 80er Jahre. 1985 schlug die Redaktion des gewerkschaftlichen jugendpolitischen Magazins „ran“ vor, das Zeichen der französischen Initiative SOS Racisme „die gelbe Hand“ nach Deutschland zu holen. Die Idee fand die Zustimmung der DGB-Jugend und des DGB-Bundesvorstandes. Am 18. November 1986 wurde der erste Vereinsvorstand gebildet und im Vereinsregister eingetragen. Die abwehrende gelbe Hand wurde innerhalb von wenigen Monaten nicht nur zum gewerkschaftlichen Symbol, sondern zum bundesweiten Zeichen gegen Ausländerfeindlichkeit und Rassismus. Als Unterstützer der Aktion traten Prominente wie Willy Brandt, Nena, Günter Wallraff oder Götz George auf. In seiner Rolle als Horst Schimanski trug George die Gelbe Hand auch 1987 in der Folge Spielverderber und 1988 in Gebrochene Blüten der Fernsehreihe Tatort. Die Rodgau Monotones griffen die Thematik und den Slogan „Mach meinen Kumpel nicht an“ 1994 in einem gleichnamigen Song auf. (Der Slogan ist vom französischen „Ne touche pas à mon pote!“ angelehnt.)
Zwischen 2009 und 2011 wurden Organisation und Finanzierung des Vereins angesichts der nunmehr „geringen Präsenz der Gelben Hand und der Aktivitäten des Kumpelvereins in der gewerkschaftlichen Öffentlichkeit“ restrukturiert, sowie der Name und das Logo aktualisiert. Aus dem Verein gegen Ausländerfeindlichkeit und Rassismus „Mach meinen Kumpel nicht an!“ e.V. wurde „Mach meinen Kumpel nicht an! – für Gleichbehandlung, gegen Fremdenfeindlichkeit und Rassismus“. Das alte Logo bekam eine neue Schriftart. 2020 entschied der Verein das Wort „Fremdenfeindlichkeit“ aus dem Namen und der Satzung zu streichen.
Seit 2015 wird seine Arbeit im Rahmen des Bundesprogramms Demokratie leben! des Bundesministeriums für Familie, Senioren, Frauen und Jugend seit mindestens 2020 mit jährlich 258.000 Euro aus dem Staatshaushalt (Quelle: Auskunft der Bundesregierung in BTD 20/10952) gefördert.

## Vorsitzende
- 1986–1993: Ilse Brusis
- 1993–2000: Regina Görner
- 2001–2004: Günter Dickhausen
- 2004–2008: Holger Menze
- 2008–2020: Giovanni Pollice
- 2020–Dietmar Schäfers

Seit 2010 wird der Verein von Klaudia Tietze als Geschäftsführerin geleitet.

## Aktivitäten

### Beratung und Materialien
Der Kumpelverein stellt gewerkschaftlichen Gliederungen, Betrieben und Engagierten Aktionsmaterial zur Verfügung und berät diese.

### Bildungsarbeit
Der Verein entwickelt Bildungsmaterialien, Unterrichtseinheiten und Lernmodule für Ausbildungsbetriebe und Berufsschulen. Er unterstützt arbeitsweltbezogene Aktive mit Inhouse-Bildungsangeboten.

### Zeitschrift und Newsletter „Aktiv für Chancengleich“
„Aktiv für Chancengleichheit“ informiert regelmäßig über Aktivitäten und Maßnahmen gegen Rassismus, Rechtsextremismus, Diskriminierung. Mit Hilfe des Newsletters werden arbeitsweltliche Akteure vernetzt und Anregungen gegeben, wie auf betrieblicher Ebene die Arbeit gegen Rassismus und für die Gleichbehandlung von Migranten und Arbeitnehmern mit Migrationshintergrund verankert und umgesetzt werden kann.
2006 wurde der Newsletter unter dem damaligen Namen „Aktiv + Gleichberechtigt“ mit einem Ehrenpreis vom Bündnis für Demokratie und Toleranz ausgezeichnet.

### Wettbewerb „Die Gelbe Hand“
Der Wettbewerb „Die Gelbe Hand“ richtet sich an Schüler an Berufsschulen/-kollegs und alle Jugendlichen, die sich in der beruflichen Ausbildung befinden. Im Rahmen des Wettbewerbs setzen sich die Teilnehmenden mit der Thematik Rechtsextremismus, Fremdenfeindlichkeit, Rassismus und Diskriminierung in der Arbeitswelt auseinander. Ziel ist vor allem Motivation für die Beschäftigung mit den entsprechenden Themen zu fördern, die Ergebnisse öffentlich zu präsentieren und dabei die Jugendlichen mit einzubeziehen.

### Datenbank „Gute Beispiele aus der Praxis für die Praxis“
Die Datenbank „Gute Beispiele aus der Praxis für die Praxis“ dient als Arbeitshilfe für ehrenamtliche und hauptamtliche Gewerkschafter, Betriebsräte, Vertrauensleute. Sie gibt einen Überblick über gewerkschaftliche Aktivitäten, Materialien und Handlungshilfen zu den relevanten Themen, zu betrieblichen Aktivitäten für Gleichbehandlung und Diversity.

## Veröffentlichungen
- Mut zur Zivilcourage, Düsseldorf 2002
- Aktiv + Gleichberechtigt, monatlich erscheinende Zeitschrift